# Drapetis
Drapetis is een geslacht van insecten uit de familie van de Hybotidae, die tot de orde tweevleugeligen (Diptera) behoort.

## Soorten
Deze lijst van 55 stuks is mogelijk niet compleet.
- D. aliternigra Melander, 1918
- D. arcuata Loew, 1859
- D. armata Melander, 1918
- D. assimilis (Fallen, 1815)
- D. bispina Melander, 1918
- D. boergei Chvala, 1971
- D. bruscellensis Grootaert, P, 2006
- D. cerina Rogers, 1989
- D. completa Kovalev, 1972
- D. convergens Collin, 1926
- D. deceptor Curran, 1929
- D. discalis Melander, 1918
- D. disparilis Frey, 1936
- D. divergens Loew, 1872
- D. diversa Melander, 1918
- D. diversipes Melander, 1918
- D. dividua Melander, 1902
- D. ephippiata (Fallen, 1815)
- D. exilis Meigen, 1822
- D. facialis Melander, 1918
- D. flavicoxalis Frey, 1936
- D. flavipes Macquart, 1834
- D. fumipennis Strobl, 1906
- D. gilvipes Loew, 1872
- D. hutsoni Smith, 1967
- D. incompleta Collin, 1926
- D. incultus (Coquillett, 1895)
- D. infitialis Collin, 1961
- D. infumata Melander, 1918
- D. ingrica Kovalev, 1972

- D. lata (Coquillett, 1903)
- D. latipennis Melander, 1902
- D. mariae Steyskal, 1953
- D. medetera Melander, 1902
- D. micropyga Melander, 1918
- D. naica Melander, 1918
- D. parilis Collin, 1926
- D. parvicornis Melander, 1918
- D. pictitarsis Engel, 1939
- D. pilosa Melander, 1918
- D. plumipes Melander, 1918
- D. populi Steyskal, 1953
- D. pseudoephippiata (Raffone, 2003)
- D. pusilla Loew, 1859
- D. scissa Melander, 1918
- D. septentrionalis Melander, 1902
- D. setulosa Melander, 1918
- D. simulans Collin, 1961
- D. spectabilis Melander, 1902
- D. stackelbergi Kovalev, 1972
- D. storai Frey, 1936
- D. trichura Melander, 1918
- D. unipila Loew, 1872
- D. vittata Melander, 1918
- D. xanthopoda Williston, 1896